# Christophe Bourlet
Pour les articles homonymes, voir Bourlet.
Christophe Bourlet, né le 21 mai 1977 à Saint-Nicolas, est un joueur puis entraîneur belge de handball. En tant qu'ailier gauche, il a évolué l'essentiel de sa carrière à l'United HC Tongeren.

## Carrière

### En club
Bourlet a commencé le handball dès l’âge de 6 ans à la Renaissance Montegnée en Belgique. 
A 10 ans il rejoint l'équipe pré minime de l'Union beynoise où il intégrera cette même année la Sélection LFH.
Ensuite à l'âge de 16 ans; il rejoignît l'équipe Juniors du United HC Tongeren où il joua trois ans avant de passer dans l'équipe première du United HC Tongeren comme ailier gauche, pendant 17 saisons il joua sous le maillot de Tongres, où il évolua avec de mémorables joueurs du handball belge tels que Thomas Cauwenberghs, Diethard Huygen ou encore Patrick Buzaud et il en est de même pour les entraîneurs, Thierry Herbillon, Pedrag Dosen ainsi que Jos Schouterden.
Avec ce club limbourgeois, Christophe remporte les cinq premiers titres de champion de Belgique du club (2002-2003, 2004-2005, 2008-2009, 2009-2010, 2011-2012) aussi que les cinq Coupe de Belgique de club (2004, 2005, 2008, 2009, 2011)
En 2013, il se sépare du United HC Tongeren et avant terminer sa carrière il rejoignît le club du HC Visé BM, qui entamait sa troisième saison depuis sa remontée. La saison 2013-2014 est ainsi la dernière saison de Christophe en tant que joueur. Cette saison reste mémorable pour le club de Visé car l'équipe réussit à arriver en finale de la Coupe de Belgique. Malgré la défaite face à l'Initia HC Hasselt, cette finale leur offre la possibilité de jouer la Coupe d'Europe lors de la saison 2014-2015. 

### En sélection
Concernant le parcours en sélection, Christophe Bourlet commença à 10 ans, d’abord par les sélections francophones (la sélection LFH) entre 1987 et 1997. Puis en 2001, il reçoit sa première convocation en équipe nationale et connait 66 sélections[réf. nécessaire] jusqu'à sa retraite internationale en 2012.

### En tant qu’entraîneur
En février 2014, il est approché par deux clubs dont celui de l'Initia HC Hasselt pour devenir l’entraîneur de l'équipe réserve évoluant en Liga 1 (division 3 flamande) et celui de la Jeunesse Jemeppe où il aurait trouvé comme poste celui d’entraîneur principal.
Finalement, il opte pour Jemeppe, club se trouvant en Promotion Liège (division 4 francophone), qui dégringola de la Division 2 (division 2 nationale) en l'espace de quatre ans.
Le but étant de remporter le championnat, pour ce faire Jemeppe aligne l'ancien gardien de l'équipe première de Visé, Loic Cauwenberghs ou encore un joueur de l'Initia HC Hasselt, Adrien cusumano qui disputait la Ligue des champions de l'EHF la saison précédente.